# Gabriel Vega
Gabriel Ramiro Vega (González Catán, 18 aprile 2002) è un calciatore argentino, centrocampista del Banfield in prestito dal Boca Juniors.

## Caratteristiche tecniche
Gioca come centrocampista centrale.

## Carriera
Vega è cresciuto nel settore giovanile del Boca Juniors. Il 7 luglio 2021 ha firmato il suo primo contratto da professionista valido fino al 2025.
Il 25 dello stesso mese ha debuttato in prima squadra contro il Banfield, incontro dove gli Xeneizes hanno schierato una formazione formata interamente da giocatori delle giovanili.
Il 25 giugno 2022 è stato prestato al Godoy Cruz fino al termine della stagione. A dicembre il prestito è stato interrotto ed il giocatore è rientrato al Boca, dove ha iniziato ad allenarsi con la seconda squadra non rientrando nei piani del tecnico.

## Statistiche

### Presenze e reti nei club
Statistiche aggiornate all'11 ottobre 2023.
| Stagione        | Squadra         | Campionato      | Campionato | Campionato | Coppe nazionali | Coppe nazionali | Coppe nazionali | Coppe continentali | Coppe continentali | Coppe continentali | Altre coppe | Altre coppe | Altre coppe | Totale | Totale |
| Stagione        | Squadra         | Comp            | Pres       | Reti       | Comp            | Pres            | Reti            | Comp               | Pres               | Reti               | Comp        | Pres        | Reti        | Pres   | Reti   |
| --------------- | --------------- | --------------- | ---------- | ---------- | --------------- | --------------- | --------------- | ------------------ | ------------------ | ------------------ | ----------- | ----------- | ----------- | ------ | ------ |
| 2021            | Boca Juniors    | PD              | 3          | 0          | CdL             | 0               | 0               | CL                 | 0                  | 0                  |             | -           | -           | 3      | 0      |
| 2022            | Boca Juniors    | PD              | 0          | 0          | CA+CdL          | 1+2             | 0               | CL                 | 0                  | 0                  | SA+SI       | 0           | 0           | 3      | 0      |
| 2022            | Godoy Cruz      | PD              | 10         | 0          | CA              | 2               | 0               |                    | -                  | -                  |             | -           | -           | 12     | 0      |
| Totale carriera | Totale carriera | Totale carriera | 13         | 0          |                 | 5               | 0               |                    | 0                  | 0                  |             | 0           | 0           | 18     | 0      |

## Palmarès

### Club

#### Competizioni nazionali
- Copa de la Liga Profesional: 1

Boca Juniors: 2022
- Supercopa Argentina: 1

Boca Juniors: 2022